# Kvasir
Dans la mythologie nordique, Kvasir est un dieu créé de la salive de l'ensemble des autres dieux en guise de gage de paix après la guerre entre les Ases et les Vanes. En effet les dieux Ases et les Vanes crachèrent dans une même coupe pour exprimer leur serment de réconciliation puis ils formèrent de leur salive ce nouveau dieu des plus sages. Kvasir fut ensuite assassiné par les nains Fjalar et Galar qui créèrent l'hydromel poétique en mêlant son sang à du miel. L'hydromel devint alors objet de convoitises, et le dieu Odin finit par s'en emparer au bénéfice des dieux et des poètes.
Le mythe étrange de la naissance de Kvasir à partir du crachat des dieux a servi les critiques de spécialistes ne soutenant pas le sérieux de l'ensemble du texte l'ayant retranscrit. Toutefois le mythe de Kvasir a été comparé à un mythe hindou, permettant ainsi de réhabiliter cette histoire qui serait une évolution d'un mythe originel proto-indo-européen.

## Étymologie
Le nom Kvasir serait tiré du terme vieux-slave kvasǔ signifiant « boisson fermentée ». Kvas se retrouve aujourd'hui dans certaines langues scandinaves, il désigne les fruits écrasés en danois du Jutland, et le moût des fruits écrasés en norvégien.

## Mentions dans les textes

### La capture de Loki
Kvasir est d'abord mentionné au chapitre 50 du Gylfaginning de l'Edda de Snorri. Ce chapitre raconte la capture du dieu malin Loki par les Ases, qui comptent le punir pour avoir causé la mort du dieu Baldr. Loki ayant pris la fuite se cache dans une maison sur une montagne. Seul, il invente alors le filet de pêche. Puis il voit arriver les Ases à sa recherche et lance le filet dans le feu avant de se cacher dans la rivière, métamorphosé en saumon. Kvasir entre en premier dans la maison et il est alors décrit comme « le plus sage de tous ». En voyant les cendres laissés par le filet il comprend son utilité pour pêcher les poissons, ainsi les Ases en fabriquent un à leur tour. Les Ases se divisent en deux groupes et remontent la rivière, finissant ainsi par capturer Loki.

### Meurtre de Kvasir et hydromel poétique
Le seul mythe d'importance concernant Kvasir est raconté au chapitre 2 de la partie Skáldskaparmál de l'Edda de Snorri, qui explique sa naissance, son meurtre puis la création et le devenir de l'hydromel poétique créé de son sang. Dans le Skáldskaparmál, le géant Ægir est invité à un banquet des Ases et il s'entretient avec Bragi. Il lui demande d'où vient l'art de la poésie. Bragi raconte alors le mythe de l'hydromel poétique. La paix entre les Ases et les Vanes est scellée lorsque tous crachent dans une même cuve. Les Ases créent alors Kvasir à partir de la salive pour ne pas perdre le gage de paix. Kvasir est décrit comme suit :

« Il était si sage que nul ne pouvait lui poser de questions auxquelles il n'eût de réponse. Il fit de longs voyages à travers le monde afin d'enseigner aux hommes la science. »

— Skáldskaparmál, chapitre 2
Il se fait ensuite tuer par les nains frères Fjalar et Galar qui l'avaient invité. Ils récupèrent son sang dans deux cuves appelées Són (« sang ») et Boðn (« récipient »), et un chaudron appelé Óðrœrir (« celui qui excite l'esprit »), y mélangent du miel créant ainsi de l'hydromel permettant à celui qui en boit de devenir scalde et savant. Les nains prétendent que Kvasir s'est étouffé de son savoir. Ils invitent plus tard le géant Gilling et sa femme, et les tuent également. Le frère du géant, Suttung, menace de tuer les nains mais finit par obtenir réparation par le don de l'hydromel. Il emporte chez lui le breuvage dans les « montages de Hnitbjǫrg », et le fait garder par sa fille Gunnlöð.

« De là vient que nous appelons la poésie "le sang de Kvasir". »

— Skáldskaparmál, chapitre 2
La manière dont Odin récupère alors l'hydromel poétique est également racontée, moins en détail, dans le poème eddique Hávamál aux strophes 103 à 110. Odin, déguisé sous le nom de Bolverk, prend gîte chez le géant Baugi qui est le frère de Suttung. Il propose de faire le travail des neuf esclaves du géant qui s'étaient entretués précédemment grâce à une ruse d'Odin, en échange d'une gorgée de l'hydromel de Suttung. Mais ce dernier refuse. Odin et Baugi forent alors la montagne contenant l'hydromel avec une vrille et Odin se faufile dans le trou métamorphosé en serpent. Le dieu passe ensuite trois nuits avec Gunnlöð qui lui permet alors de boire trois gorgées de l'hydromel. Le dieu réussit néanmoins à tout engloutir en trois gorgées et s'envole sous la forme d'un aigle. Voyant cela, Suttung le poursuit également métamorphosé en aigle. Arrivé à Ásgard, Odin régurgite l'hydromel dans des cuves mais une partie se perd à cause de la précipitation. Cet hydromel perdu est alors la part des mauvais poètes, alors que l'hydromel gardé est celui des Ases et des véritables poètes, et constitue alors un don d'Odin.

### Dans la Saga des Ynglingar
La Heimskringla est un ouvrage rédigé aux alentours de 1225 retraçant l'histoire des rois de Norvège, dont la première partie, la Saga des Ynglingar, explique les débuts de la dynastie royale suédoise dont sont issus les rois norvégiens. Pour ce faire, l'auteur Snorri Sturluson a utilisé les sources mythologiques à sa disposition, et raconte une version fortement évhémériste des mythes nordiques, ainsi les dieux sont présentés comme des hommes. D'après le chapitre 2, Odin est un grand chef guerrier et magicien venu d'Asie (« Asaland ») qui est vénéré par ses hommes.
Le chapitre 4 de la Saga des Ynglingar raconte la guerre avec les Vanes qui habitent alors le « Vanaland ». Lorsqu'aucun camp n'obtient victoire, les deux peuples décident de faire la paix par un échange d'otages. Les Vanes offrent Niord, et Freyr en échange des Ases Hœnir et Mímir qui est très intelligent. Alors les Vanes offrent également « le plus avisé d'entre eux », Kvasir. Il n'est plus fait mention de Kvasir dans l'ouvrage.

## Théories

### Coutumes anciennes
Dans certaines cultures archaïques, pour accélérer la fermentation de fruits, les hommes mâchaient des baies et les recrachaient dans un récipient (il s'agissait d'une activité communautaire), ce qui est réminiscent du mythe de la création de Kvasir. De plus, mélanger sa salive et engloutir des boissons enivrantes dans un lieu cérémoniel fixé était une manière essentielle pour conclure une paix et une union entre les tribus archaïques, ce qui attesterait également de l'ancienneté du mythe.

### Un personnage inventé
Le détail du mythe de Kvasir n'apparaît que dans les textes de Snorri Sturluson, un érudit et un poète qui a rédigé ses œuvres vers 1220-1225, soit quelques siècles après la christianisation officielle des derniers royaumes vikings. Pour la rédaction, il s'est servit de poèmes mythologiques préservés, mais le doute subsiste quant à la véracité de certains récits, qui pourraient contenir des inventions narratives de l'auteur.
Pour ces raisons, le spécialiste allemand Eugen Mogk a contesté la fiabilité de l'Edda de Snorri comme source sérieuse pour la mythologie nordique, estimant que Snorri Sturluson s'est servi de sources sans doute pas plus nombreuses que celles dont nous disposons aujourd'hui. Eugen Mogk considère que Snorri était plus un créateur qu'un témoin de mythes nordiques. Ainsi Mogk affirme que l'existence même de Kvasir et la création de l'hydromel poétique serait une invention ou une mauvaise interprétation. Mogk estime que Snorri a inventé le nom Kvasir en s'inspirant de noms aux constructions similaires d'autres personnages de la mythologie nordique ; Byggvir avec bygg « orge », Eldir avec eldr « feu », etc. Il estime que Snorri a surinterprété le kenning kvasis dreyri issu d'un poème scaldique et désignant la poésie, que Snorri aurait compris comme signifiant « sang de Kvasir » (selon Mogk, ce kenning se traduit plutôt en « le liquide kvas »), le poussant alors à personnifier l'hydromel poétique en Kvasir. Les nains auraient alors été logiquement désignés comme les créateurs de l'hydromel, puisqu'on leur attribue en général la fabrication de tout l'équipement divin. Snorri se serait ensuite inspiré de la technique traditionnelle pour accélérer la fermentation et conclure une amitié pour expliquer l'existence de Kvasir.

### Mythologie comparée
Georges Dumézil a ouvertement contesté la théorie d'Eugen Mogk en la qualifiant d'hypercritique, dans une tentative de « réhabilitation de Snorri » grâce à la mythologie comparée. Il a effectivement noté des correspondances entre le récit nordique de Snorri Sturluson sur le meurtre de Kvasir avec un autre mythe hindou trouvé dans le Mahābhārata où le démon Mada, « ivresse », correspondrait à Kvasir. Les mythes nordique et indien correspondants seraient issus d'un mythe originel proto-indo-européen. En effet, chez les indiens, les deux Nasatya veulent rejoindre la communauté divine, mais Indra refuse, ce qui provoque un conflit. Les Nasatya font alors créer le démon Mada capable d'engloutir l'univers d'une bouchée. Effrayé, Indra accepte alors que les Nasatya les rejoignent. Les dieux détruisent le dangereux Mada en quatre parties et l'ivresse se trouve distribuée entre la boisson, les femmes, le jeu et la chasse. Les différences manifestes s'expliquent par les évolutions opposées des sociétés indiennes et islandaises au cours du temps depuis la dispersion. L'« ivresse » est jugée bénéfique dans le mythe nordique, et maléfique dans l'indien, ce qui reflète toutefois la réalité sociale où en Inde toute boisson enivrante est mauvaise. Un schéma commun se dégage ; lors de la constitution difficile de la société divine par des représentants de fonctions analogues, deux groupes antagonistes font la paix sous l'égide d'un personnage créé artificiellement et incarnant la boisson ou l'ivresse. Ce personnage d'un pouvoir énorme est fractionné en plusieurs parties, au bénéfice ou maléfice des hommes. Georges Dumézil estime que le mythe germanique de Kvazir est sans doute plus fidèle au mythe proto-indo-européen, dont l'Inde se serait écartée davantage.

## Dans la culture moderne
Kvasir est un moteur de recherche norvégien. Dans la série télévisée Stargate SG-1, les membres de la race des Asgard portent les noms des dieux nordiques, et Kvasir en fait partie.